# Gratiebossen
De Gratiebossen is een bos in de Belgische gemeenten Berlare en Zele. Het bevindt zich ten noordoosten van het broekbos Berlare Broek, ten westen van de lintbebouwing Kamershoek en ten zuiden van de Gentsesteenweg (N445).
Op de Ferrariskaarten is te zien dat het tot in ver in de achttiende eeuw een groot en uitgestrekt bosgebied was dat zich uitstrekte van de Kouter in Zele tot in Overmere. Befaamde bewoners van de Gratiebossen waren de leden van de bende van Jan Praet, overdag huis-aan-huisverkopers, die 's nachts overvallen pleegden op huizen waar ze overdag waren geweest. Ze overvielen ook voorbijgangers in het bos. De naam van het bos dateert volgens de overlevering uit deze periode; de rovers beroofden de voorbijgangers namelijk zonder gratie.
Twee doodlopende straten dragen de naam 'Gratiebossen': een zijstraat van Kamershoek op Berlaars grondgebied en een onverhard zijstraatje van de Gentsesteenweg op de grens tussen Berlare en Zele.
Door de Gratiebossen lopen enkele zandwegen en een mountainbike-parcours.